# Cemitério Municipal de Juiz de Fora
| |  | |
| Entrada do Cemitério Municipal Nossa Senhora Aparecida. A fachada e o portão foram construídos em 1925. Após a anexação do terreno ao lado doado por Mariana Evangelista, a fim de se expandir o cemitério, foi necessário uma grande obra de readequação do espaço e uma nova entrada entre as 2 alas foi construído. . |  | Antes da Reforma de 1925, aqui ficava o portão do "Cemitério Pagão", em 1890 o cemitério foi secularizado graças ao advento da Répública. Pagãos e Cristãos puderam compartilhar ambas as entradas, tendo a entrada dos pagãos sido convertida em apenas uma alternativa extra para adentrar no cemitério. |

O Cemitério Municipal Nossa Senhora Aparecida é um dos quatro principais cemitérios localizados na cidade de Juiz de Fora, e o mais acessado. Primeiro cemitério público do município, foi construído em um terreno à margem de um trecho da estrada União e Indústria (atual rua Osório de Almeida), e inaugurado no ano de 1864.

## História

### Construção
| Proporção dos sepultamentos no Cemitério Público em relação a outros lugares | Proporção dos sepultamentos no Cemitério Público em relação a outros lugares | Proporção dos sepultamentos no Cemitério Público em relação a outros lugares | Proporção dos sepultamentos no Cemitério Público em relação a outros lugares | Proporção dos sepultamentos no Cemitério Público em relação a outros lugares |
| ---------------------------------------------------------------------------- | ---------------------------------------------------------------------------- | ---------------------------------------------------------------------------- | ---------------------------------------------------------------------------- | ---------------------------------------------------------------------------- |
| Período                                                                      |                                                                              |                                                                              | Total                                                                        |                                                                              |
| 1885~1890                                                                    | 1885~1890                                                                    |                                                                              | 100,00%                                                                      | 100,00%                                                                      |
| 1880~1884                                                                    | 1880~1884                                                                    |                                                                              | 99,07%                                                                       | 99,07%                                                                       |
| 1875~1879                                                                    | 1875~1879                                                                    |                                                                              | 99,03%                                                                       | 99,03%                                                                       |
| 1870~1874                                                                    | 1870~1874                                                                    |                                                                              | 92,95%                                                                       | 92,95%                                                                       |
| 1865~1869                                                                    | 1865~1869                                                                    |                                                                              | 85,55%                                                                       | 85,55%                                                                       |
| 1860~1864                                                                    | 1860~1864                                                                    |                                                                              | 2,73%                                                                        | 2,73%                                                                        |
| 1855~1859                                                                    | 1855~1859                                                                    |                                                                              | 0,00%                                                                        | 0,00%                                                                        |

Desde 1853 a população da vila requisitava a construção de um cemitério, motivada pela falta de espaço que havia surgido em torno da Igreja Matriz, onde há vinte anos se enterravam-se os cristãos, por causa do desenvolvimento urbano e pela preocupação com epidemias que surgiram nesta década juntamente ao risco de cólera e febre na Corte. Esta vontade gerou uma subscrição pública ainda no mesmo ano, com famosas pessoas do local doando dinheiro para a construção. Ainda assim, somente em 1855 a Câmara Municipal começou a cogitar a possibilidade da construção, criando alguns documentos para definição do terreno.
Um surto de cólera espalhou-se, e em 1855 chegou à Villa de Santo Antônio do Parahybuna, porém, causando poucas vítimas. Isto alarmou a elite política e econômica da vila, e resultou em pedidos por parte da Comissão de Obras Públicas da Câmara Municipal para priorização da construção de um Cemitério Público distante da população. A pequena quantidade de mortos causada pela epidemia, entretanto, foi usada como justificativa para a estagnação das propostas na Câmara, e a publicação do edital ocorreu apenas oito anos depois, em novembro de 1863.
O edital criou concorrência pública com orçamento estimado em 2:800$000 para a construção. A Comissão alertou para a necessidade de outras obras: construção de uma capela em madeira, corte de árvores e capina para limpeza do terreno, e conserto no portão do local. A proposta vencedora foi a do engenheiro Carlos Augusto Gambes, devido ao menor tempo requerido, três meses, e à beleza do projeto. O custo total da construção somada às outras obras foi de 2:930$000, e foi finalizada no dobro do tempo previsto.
Para os membros da Câmara Municipal, influenciados pela medicina social francesa e sua concepção higienista miasmática, a transferência significou um alinhamento com os ideais de progresso e ciência, enquanto que enterrar nas igrejas era um hábito maléfico.

### Inauguração
O Cemitério Público foi oficialmente inaugurado em 2 de novembro de 1864, dia de finados, após aprovação por uma Comissão criada pela Câmara Municipal para examinação. A bênção do terreno e da capela pela missa realizada pelo vigário Tiago Mendes Ribeiro, que passou 30 anos administrando a Igreja Católica em Juiz de Fora, ocorreu duas semanas depois. Uma sessão da Câmara ordenou a interrupção dos enterros no cemitério do adro da Igreja Matriz, onde eram realizados os sepultamentos desde a emancipação da vila de Santo Antônio do Paraibuna e onde atualmente há um cruzeiro, atrás da Catedral, devido à epidemia que ocorria nas proximidades.
Entretanto, os enterros na Igreja não cessaram, e somente em 1890, com a promulgação de uma lei secularizadora no Brasil, é que os sepultamentos regulares passaram da Igreja Matriz para o Cemitério Público. Vitorino da Silva Braga, administrador do cemitério na época, supervisionou a transferência dos ossos que estavam na Matriz. Assim, os registros de óbito de 1890 em diante estão na instituição pública, e antes disto desde 1851, quando o primeiro foi criado pelo padre José Cerqueira Leite, em diversas paróquias do município. O local escolhido para sua construção foi um bem distante, próximo à Estrada União e Indústria, por influência da Comissão de Saúde Pública. O terreno foi doado pelo tenente-coronel José Ribeiro de Rezende, presidente da Câmara Municipal, um fazendeiro da região que foi juiz de paz e posteriormente, em 1881, foi agraciado por D. Pedro II com o título de Barão do Juiz de Fora.

### Regulamentação
Com a aprovação da primeira edição do Código de Posturas Municipaes em 1857, sete anos após a emancipação do município, foram criadas regulamentações relativas a cemitérios e sepultamentos, ao longo de onze artigos do primeiro capítulo. Neles, ficava proibido o sepultamento fora do cemitério público, com ênfase para sepultamentos nos templos, passando-se a considerar contraventores os que desobedecessem a isto ou consentissem com a desobediência. As Irmandades que se interessassem em obter um local próprio no cemitério seriam obrigadas a manter e melhorar o espaço concedido proporcionalmente à quantidade de membros e capital disponível. Autorizou-se a construção de catacumbas para a família por particulares, e a Câmara passou a ser responsável por expedir o Regulamento para sepultamento nos cemitérios. Apesar disto, houve lacunas: os demais cemitérios deveriam ser mapeados e extintos pela Câmara, mas sem prazo limite e com prorrogação indefinida enquanto houvesse dificuldades para a Câmara.
O Regulamento dos Cemitérios Públicos, composto por quarenta artigos e aplicável a qualquer tipo de cemitério da cidade, era um conjunto de regras para a criação e manutenção dos cemitérios administrados pelo poder municipal, regulando e aplicando penas, multas e valores aos serviços realizados por um cemitério. Assim, impunha o perfeito funcionamento do Cemitério Municipal. Ente os principais efeitos do Regulamento, pode-se destacar: criação do cargo de Administrador e imposição de que este deveria morar perto do cemitério, no caso do cemitério administrado ser fora da cidade, bem como direitos e deveres ao que obtivesse o cargo, como ser proibido de negar enterro se os preceitos legais estivessem sendo devidamente cumpridos e demissão automática após 20 suspensões; proibição de enterramentos fora do Cemitério Público à margem da Estrada União e Indústria, sob pena de multa e prisão; determinação das medidas dos túmulos, apesar de que esta determinação foi descumprida, criando-se covas fundas e rasas e amontoamento de túmulos no terreno; imposição de obrigatoriedade de respeito as corpos, proibindo-se comportamentos como violação de túmulos e transporte inadequado dos cadáveres.

### Ampliação
Em maio de 1889, o administrador enviou uma petição à Câmara Municipal considerando a possível aquisição de terrenos vizinhos para ampliar o cemitério. Ele foi sendo ampliado mais para cima, apesar dos problemas que os terrenos na encosta causavam, e causam até hoje. Em 1911, envia um relatório das condições do local dizendo que, devido ao aumento notável do número de mortes causado pelo crescimento da população, as operações do cemitério ficaram mais difíceis, pois os enterros passaram a ser realizadas na parte mais alta. Isto obrigava a população a ter de subir muito, o que era motivo de reclamação desta, e fazia toda a terra solta ser carregada para a parte mais baixa quando chovia.

## Secularização
As guias de sepultamento podiam ser redigidas por qualquer autoridade, mas o administrador do cemitério, antes de autorizar o enterro, precisava verificar se o padre Tiago havia sagrado o corpo ou não. Com a criação do Regulamento dos Cemitérios Públicos, foi definido que os atestados de óbito deveriam ser realizados por médicos, e, na falta destes, por autoridade civil, policial ou eclesiástica. Apesar desta definição, todos os atestados apresentavam observações do vigário Tiago Mendes abaixo da declaração do médico, devido ao cemitério, neste momento, ainda ser considerado um cemitério católico.
Porém, apesar da mudança do controle do cemitério, que passou da Igreja ao Estado, o padre continuou interferindo constantemente no que fosse relativo à morte: proibia sepultamentos, no Cemitério Público, de suicidas e de não-batizados. Em 1869, por exemplo, o senhor de uma escrava enviou uma petição ao delegado de polícia requerendo autorização para o enterro do filho dela, que nasceu morto e por isto não foi batizado, no Cemitério Público, após ter sido impedido pelo administrador, mas obteve apenas autorização para enterrá-lo no quintal de casa. Os impedimentos passaram a ocorrer cada vez mais frequentemente no Brasil, e isto gerou uma resolução, em 1870, que proibia esta atitude, exigindo reserva de espaço nos cemitérios para enterros de não-católicos.
Em 1875, a Comissão de Obras da Câmara Municipal arrematou a construção de dois novos portões no cemitério, substituindo o portão único de até então: um para os católicos e outro para os protestantes, separando o terreno com dois muros. Posteriormente a mesma divisão foi aplicada no Cemitério de Nossa Senhora da Glória. Isto porém, não impediu a continuidade das interferências por Tiago Ribeiro. Por exemplo, em 1889, o vigário enviou uma petição para a Câmara onde reclamava que o terreno havia sido profanado, pois um corpo havia sido encomendado na parte católica por um ministro metodista. Nesta ocasião, o administrador do cemitério desde sua inauguração até possivelmente 1889, Vitorino Braga, respondeu que o regulamento exigia apenas autorização por um médico, o que havia sido feito, e que, apesar de poder proibir enterro de metodistas fora do Cemitério dos Pagãos (nome que a parte protestante do cemitério recebeu), não consegue identificar sempre se estes vão rezar apenas ou enterrar.
Este novo problema levou a Câmara Municipal, no mesmo mês, a enviar uma carta para a Assembleia Municipal solicitando a criação de uma lei de secularização dos cemitérios, que surgiu no período da República, com o decreto n. 789 de 27 de novembro de 1890.
Em 2 de novembro de 2014, o cemitério completou 150 anos de existência, foi produzida em comemoração a data, um histórico por Leandro Gracioso de Almeida e Silva, historiador e turismólogo que se dedica a pesquisar a história do local. O trabalho ficou sob a responsabilidade da administração do cemitério. Foi também noticiado no Jornal Tribuna de Minas, no caderno 2, reportagem que comentam a história do cemitério.